# Божил Райнов
Божил Райнов Хаджидачов е български просветен деец, журналист, преводач, политик и общественик.

## Биография
Божил Райнов е роден в будния възрожденски град Котел в 1857 година. Учи богословие в Одеса и Киев и в 1874 година завършва Киевската духовна семинария. В 1878 година завършва математика в Лиеж, Белгия. Завръща се в родния си Котел и до 1880 година е учител там, а през следващата учебна 1880/1881 година във Варна.
В 1881 година става първият директор на създаващата се Солунската българска мъжка гимназия и пансиона към нея. Секретар е на солунската българска църковно-училищна община и член-екзаминатир на Велеатската учебна комисия (маарифи-комисион) до 1883 година. Спомага за създаването и утвърждаването на гимназията като водещо българско учебно заведение в земите, населени с българи под османска власт.
В 1884 година е окръжен управител в Кюстендил, на следващата година е учител в Силистра, в 1887 е окръжен управител в Шумен, а в 1889 учителства във Варна.
Като член на Либералната партия е народен представител в Шестото обикновено народно събрание от 1890 до 1892 година и в Десетото обикновено народно събрание от 1899 до 1900 година. Между двата си мандата е учител във Варна (1893/1894), Русе (1895/1896). Учителства и в Габрово (1902/1903), Шумен (1903/1904), отново във Варна (1906 – 1909, 1913).
От 1914 до 1918 година е директор на Държавната печатница, а от 1918 до 1922 година – директор на Българската централна кооперативна банка. От 1923 до 1928 година преподава литература в Графическото училище при Държавната печатница.
Божилов е сред основателите и редакторите на вестник „Народно съзнание“ в 1887 година. Редактира вестниците „Вестник за политика и книжевност“, „Сила“ (1898 – 1899) и „Свободен гражданин“ (1896 – 1902). Пише в списание „Пролет“ (1922) и други. Използва псевдонима Разбуйна.
Божил Райнов е баща на българския артист Коста Райнов.

## Публикации
- Разбуйна, Нашите обществени софизми. Шумен, 1896.
- Райновъ, Божилъ. Нашето освобождение (Спомени за Сан-Стефанска България). София – Печатница П. Глушковъ – 1928.
- Райнов, Божил. Преди половин век. Обществена и просветна дейност на солунските българи през 1881-1883 г. От Божил Райнов, първи директор на Солунската българска гимназия "Св. св. Кирил и Методий. С пет картини в текста. София, Държавна печатница, 1934 г.